# La boda de Rosa
La boda de Rosa es una película española dirigida en 2020 por Icíar Bollaín y protagonizada por la intérprete Candela Peña. Se estrenó en el Festival de cine de Málaga y aborda la necesidad de reconciliarse con uno mismo para alcanzar la felicidad.

## Sinopsis
Con casi 45 años, Rosa compagina su trabajo como modista para el cine con el trabajo que supone ayudar a su demandante familia. Desesperada, Rosa se ve impulsada a tomar la súbita decisión de abandonar todo y centrarse en sí misma, sellándolo casándose sola.
Pero no todo es tan fácil como ella pretende, y tendrá que superar a su padre, hermanos e hija si quiere unirse consigo misma en matrimonio y empezar a vivir su vida.

## Idea original
La idea original es de Icíar Bollaín. Surge cuando descubre que en Asia se están llevando a cabo bodas en solitario, de mujeres que se casan consigo mismas. Estas bodas surgen por la presión social a la que las mujeres de la sociedad oriental son sometidas para casarse. Icíar comienza la investigación con Alicia Luna, la coguionista, y descubren la misma idea en Occidente, con un matiz diferente. Aquí las mujeres se casan como compromiso consigo mismas.
La línea argumental de la película surge en torno a esa idea del respeto propio y el peligro de descuidarse a uno mismo. Quieren reforzar que la construcción de la felicidad tiene base en uno mismo y no en un tercero.

## Temas
La película trata numerosos temas. La historia habla sobre el amor propio, pero también sobre la humanidad, sobre la humildad y sobre las relaciones familiares, sobre la maternidad y la crianza.
Además, habla de la emancipación femenina y la subordinación al trabajo de cuidados.

## Producción

### Rodaje
El rodaje se inicia el 19 de agosto de 2019 y finaliza el 30 de septiembre de 2019. Distribuyen 36 días de rodaje con todas sus localizaciones ubicadas en la Comunidad Valenciana, repartidas entre Valencia, Benicasim, Alcácer, Picasent, Catarroja, Silla y Paterna. Ruedan 25 días en Valencia y 11 en Benicasim, en Castellón.
Eligen la Comunidad Valenciana como ubicación porque buscan un tono colorido, alegre y cálido.

### Banda sonora
La canción principal es "Que no, que no", compuesta expresamente para la película por Rozalén y La Sonora Santanera.
La película se apoya en la interpretación de Candela Peña para dirigir la trama, quitando peso de esta manera a la música. A excepción de una composición de chelo y acordeón que se repite durante tres momentos clave del relato, en momentos de búsqueda de libertad de la protagonista, el film no cuenta con un tema central que estructure la banda sonora.
Esta elección, realizada de manera consciente y que pretende realzar la proyección de los sentimientos de la protagonista, no generarlos, se pone especialmente de manifiesto en su obtención de independencia y libertad. En ese momento, y a partir de él, no hay música en las secuencias, puesto que Rosa no la necesita para esconderse.

## Recepción
Además de su presentación en el Festival de Málaga, la película fue emitida en diversos festivales.
Se programó en la Spanish Cinema durante la 65.ª edición de la Semana Internacional de Cine de Valladolid (2020), que aúna producciones españolas recientemente estrenadas. En esta ocasión, fue posible su visionado junto a otros 11 largometrajes.
También se visionó en el Festival de Cine de Alcalá de Henares (2020), en la sección Alcine Paralelo  y en Made In Spain, durante la muestra internacional de largometrajes del Festival Internacional de Cine de San Sebastián (2020).
La película ha recibido una aceptación general por parte de la crítica, contando con un 6,6/10 en FilmAffinity y un 6.4/10 en IMDb, además de numerosas nominaciones a certámenes.

## Premios
| Premio                                    | Categoría                                       | Receptor(es)                    | Resultado |
| ----------------------------------------- | ----------------------------------------------- | ------------------------------- | --------- |
| Festival de Málaga (2020)                 | Premio del Jurado                               | Icíar Bollaín                   | Ganadora  |
| Festival de Málaga (2020)                 | Biznaga de Plata a la Mejor Actriz de Reparto   | Nathalie Poza                   | Ganadora  |
| Premios del Audiovisual Valenciano (2020) | Mejor Dirección                                 | Icíar Bollaín                   | Ganadora  |
| Premios del Audiovisual Valenciano (2020) | Mejor Largometraje                              | La boda de Rosa                 | Nominado  |
| Premios del Audiovisual Valenciano (2020) | Mejor Actriz Protagonista                       | Candela Peña                    | Nominada  |
| Premios del Audiovisual Valenciano (2020) | Mejor Actor de Reparto                          | Sergi López                     | Nominado  |
| Premios del Audiovisual Valenciano (2020) | Mejor Actriz de Reparto                         | Nathalie Poza                   | Nominada  |
| Premios del Audiovisual Valenciano (2020) | Mejor Guion                                     | Icíar Bollaín y Alicia Luna     | Nominada  |
| Premios del Audiovisual Valenciano (2020) | Mejor Vestuario                                 | Giovanna Ribes                  | Nominada  |
| Premios del Audiovisual Valenciano (2020) | Mejor Maquillaje y Peluquería                   | Amparo Sánchez                  | Nominada  |
| Premios del Audiovisual Valenciano (2020) | Mejor Música Original                           | Vanessa Garde                   | Nominada  |
| Premios del Audiovisual Valenciano (2020) | Mejor Dirección de Producción                   | Cristian Guijarro               | Ganadora  |
| Premios del Audiovisual Valenciano (2020) | Mejor Montaje y Postproducción                  | Nacho Ruiz Capillas             | Nominado  |
| Premios del Audiovisual Valenciano (2020) | Mejor Dirección de Fotografía y Postproducción  | Sergi Gallardo y Beatriz Sastre | Nominados |
| Premios Forqué (2021)                     | Largometrajes de Ficción y/o Animación          | La boda de Rosa                 | Nominada  |
| Premios Forqué (2021)                     | Interpretación femenina                         | Candela Peña                    | Nominada  |
| Premios Forqué (2021)                     | Cine y Educación en Valores                     | La boda de Rosa                 | Nominada  |
| Premios Feroz (2021)                      | Mejor película de comedia                       | La boda de Rosa                 | Ganadora  |
| Premios Feroz (2021)                      | Mejor dirección                                 | Icíar Bollaín                   | Nominada  |
| Premios Feroz (2021)                      | Mejor guion                                     | Icíar Bollaín y Alicia Luna     | Nominada  |
| Premios Feroz (2021)                      | Mejor actriz protagonista de una película       | Candela Peña                    | Nominada  |
| Premios Feroz (2021)                      | Mejor actor de reparto de una película          | Sergi López                     | Nominado  |
| Premios Feroz (2021)                      | Mejor actor de reparto de una película          | Ramón Barea                     | Nominado  |
| Premios Feroz (2021)                      | Mejor actriz de reparto de una película         | Nathalie Poza                   | Nominada  |
| Premios Feroz (2021)                      | Mejor actriz de reparto de una película         | Paula Usero                     | Nominada  |
| Premios Feroz (2021)                      | Mejor tráiler                                   | Juan Santiago                   | Nominado  |
| Premios CEC (2021)                        | Mejor película                                  | La boda de Rosa                 | Ganadora  |
| Premios CEC (2021)                        | Mejor director                                  | Icíar Bollaín                   | Ganadora  |
| Premios CEC (2021)                        | Mejor actriz                                    | Candela Peña                    | Ganadora  |
| Premios CEC (2021)                        | Mejor actor secundario                          | Ramón Barea                     | Ganador   |
| Premios CEC (2021)                        | Mejor actor secundario                          | Sergi López                     | Nominado  |
| Premios CEC (2021)                        | Mejor actriz secundaria                         | Nathalie Poza                   | Ganadora  |
| Premios CEC (2021)                        | Mejor actriz revelación                         | Paula Usero                     | Nominada  |
| Premios CEC (2021)                        | Mejor guion original                            | Iciar Bollain y Alicia Luna     | Nominadas |
| Premios CEC (2021)                        | Mejor montaje                                   | Nacho Ruiz Capillas             | Ganador   |
| Premios Goya (2021)                       | Mejor película                                  | La boda de Rosa                 | Nominada  |
| Premios Goya (2021)                       | Mejor dirección                                 | Icíar Bollaín                   | Nominada  |
| Premios Goya (2021)                       | Mejor interpretación femenina protagonista      | Candela Peña                    | Nominada  |
| Premios Goya (2021)                       | Mejor interpretación masculina de reparto       | Sergi López                     | Nominado  |
| Premios Goya (2021)                       | Mejor interpretación femenina de reparto        | Nathalie Poza                   | Ganadora  |
| Premios Goya (2021)                       | Mejor actriz revelación                         | Paula Usero                     | Nominada  |
| Premios Goya (2021)                       | Mejor guion original                            | Iciar Bollain y Alicia Luna     | Nominado  |
| Premios Goya (2021)                       | Mejor canción original                          | «Que no, que no» de Rozalén     | Ganadora  |
| Premios Platino (2021)                    | Mejor dirección                                 | Iciar Bollain                   | Nominada  |
| Premios Platino (2021)                    | Mejor interpretación femenina                   | Candela Peña                    | Ganadora  |
| Premios Platino (2021)                    | Mejor interpretación femenina de reparto        | Nathalie Poza                   | Ganadora  |
| 65 Premios Sant Jordi                     | Rosa de Sant Jordi a la mejor película española | La boda de Rosa                 | Ganadora  |

## Trasfondo
La película realza la importancia del papel de la mujer en la sociedad, especialmente en su figura como cuidadora. Trata de visibilizar el trabajo fundamental que realizan en las familias y su rol estabilizador. A través de la comedia, hacen una denuncia de la doble carga de trabajo que realizan muchas mujeres del país: la de casa y la del trabajo. Denuncian que, aunque los cuidados son tarea de la familia, recaen siempre en las mujeres.
La boda es una forma de revelarse de manera más oficial, comprometiéndose no sólo ante uno mismo sino ante los demás, facilitando la comprensión de terceros gracias al simbolismo con una ceremonia tradicional.
En el equipo de la película hay una gran presencia femenina. Además de la directora y la coguionista, todas las productoras son mujeres.

## Reparto
| Actor/Actriz        | Personaje               |
| ------------------- | ----------------------- |
| Candela Peña        | Rosa                    |
| Sergi López         | Armando                 |
| Nathalie Poza       | Violeta                 |
| Paula Usero         | Lidia                   |
| Ramón Barea         | Antonio                 |
| Xavo Giménez        | Rafa                    |
| Paloma Vidal        | Marga                   |
| Lucín Poveda        | Lolín                   |
| Eric Francés        | Concejal                |
| Ana Ulloa           | Abogada                 |
| María José Hipólito | Laura                   |
| María Maroto        | Ana                     |
| José Arnau          | Carlos (Hijo Armando)   |
| Lucía Oca           | Ana (Hija Armando)      |
| Esther Ramos        | Enfermera               |
| Isa Feliu           | Actriz 1                |
| Sara Lloret         | Actriz 2                |
| Emilia Alegre       | Actriz 3                |
| Laura Romero        | Actriz Novia Espejo     |
| Màriam Celaya       | Realizadora             |
| Gloria March        | Camarera Restaurante    |
| Rafa Lloret         | Camarero Bar            |
| Pilar García        | Vecina Pueblo 1         |
| Anselmo Sospedra    | Vecino Pueblo 1         |
| Vicent Gauxach      | Vecino Pueblo 2         |
| Manuel Cucala       | Hombre Familia          |
| Lola Moltó          | Mujer Familia 1         |
| Piedad Gorri        | Mujer Familia 2         |
| Laura Fernández     | Adolescente 1           |
| Xénia de la Vall    | Adolescente 2           |
| Adhara Gimbatti     | Tía Conchita            |
| Ana Babiloni        | Dependienta Vestidos    |
| Aurora Medina       | Mujer Tienda Fotos 1    |
| Carmen Huertas      | Mujer Tienda Fotos 2    |
| Leo Gago Ibáñez     | Bebé Lidia 1            |
| Bruno Gago Ibáñez   | Bebé Lidia 2            |
| Manu Climent        | Chico Almacén Vestuario |
| Irene Montolio      | Compañero Violeta 1     |
| Lucía Alcañiz       | Compañero Violeta 2     |
| Javi Nadal          | Compañero Violeta 3     |
| José M. Cabrera     | Compañero Violeta 4     |